# 罗马尼亚社会主义共和国
罗马尼亚社会主义共和国（羅馬尼亞語：Republica Socialistă România，缩写为RSR）是二战后在罗马尼亚建立的社会主义政权，罗马尼亚共产党为执政党。在1947—1965年的正式名称为罗马尼亚人民共和国（羅馬尼亞語：Republica Populară Romînă，缩写为RPR），1965—1989年的正式名称为罗马尼亚社会主义共和国。

## 历史
在1940年，羅馬尼亞是軸心国成員，和納粹德國同盟。1944年德軍在東線失利，8月23日，蘇聯攻入羅馬尼亞，罗马尼亚共产党和國王米哈伊一世领导武装起义，推翻軍人總理安东尼斯库的法西斯政權加入盟军一方，羅馬尼亞王國軍政府覆亡。战后，苏联成为了罗马尼亚盟军的唯一代表，并在1945年3月6日协助成立了一个以格罗查總理为首的亲苏的新政府，成立初期新政府成员中也包括一些曾在战前取缔共产党的领导人。在若干次共产党人组织的民众示威游行后，罗马尼亚工人党渐渐掌握了政权。1947年罗马尼亚国王米哈伊一世被迫退位并流亡海外，随后罗马尼亚共产党中央委员会总书记格奧爾基·喬治烏-德治宣布成立罗马尼亚人民共和国。
1965年，成为罗马尼亚共产党中央委员会总书记并在1967年兼任了国家元首，并通过新宪法改国名为罗马尼亚社会主义共和国。齐奥塞斯库当政早期，与冷战期间其他华沙公约组织国家不同，罗马尼亚对西欧和美国实行了开放的政策。1950年代，罗马尼亚政府开始寻求摆脱苏联的控制。1958年罗马尼亚说服苏联政府撤走了所有苏联军队。1968年苏联入侵捷克斯洛伐克时，齐奥塞斯库对苏联的谴责使他在国内和西方获得了认可。在1974年他成为了新设的罗马尼亚总统。
进入1980年代后，由于经济增长的停滞和来自苏联和西方共同施加的政治压力，罗马尼亚国内开始发生反共骚乱。罗马尼亚救国阵线于1989年12月发动了革命，齐奥塞斯库夫妇被捕。12月25日，由救国阵线组建的特别军事法庭，经过简易审判和操纵判决后，判处齐奥塞斯库夫妇死刑。救國陣線政府随后开始西方化的资本主义政经改革，同时新的罗马尼亚国徽于1992年啟用，取代了象征共产主义的红星标誌。

## 媒体

### 电视
自1985年起罗马尼亚的电视频道被减少到两个，并且大多数节目为对党总书记和其夫人埃列娜·齐奥塞斯库的个人崇拜赞美。在这种情况下大多数罗马尼亚人安装电视天线并收看保加利亚的电视节目。有一些人也尝试接受南斯拉夫社会主义联邦共和国的电视信号但通常需要较好的天线并接近边境。在罗马尼亚拥有彩色电视的人很少，在1981年罗马尼亚成为了在欧洲唯一使用黑白电视讯号的国家（1981年阿尔巴尼亚停止黑白讯号发射）。在1983年8月23日罗马尼亚开始了第一次彩色电视讯号发射，与1984年的20%相比1989年彩色节目所占比例上升到80%。